# Philip Saffman
Philip Geoffrey Saffman (* 19. März 1931 in Leeds; † 17. August 2008 in Los Angeles) war ein britischer angewandter Mathematiker, der ein Experte für Hydrodynamik war.
Saffman war der Sohn eines Anwalts und studierte an der Universität Cambridge mit dem Bachelor-Abschluss (1953) und der Promotion in Angewandter Mathematik (1956) bei G. K. Batchelor. Danach war er Research Fellow am Trinity College in Cambridge und ab 1958 Lecturer. 1960 bis 1964 war er Reader am King’s College London. Ab 1964 war er Professor für Hydrodynamik am Caltech, ab 1995 als Theodore von Karman-Professor. 2001 ging er in den Ruhestand.
Er befasste sich mit Dynamik von Wirbeln (Vortices), Strömung viskoser Flüssigkeiten, Turbulenz, Wechselwirkung von Flüssigkeitswellen. Nach ihm und Geoffrey Ingram Taylor sind Saffman-Taylor-Instabilitäten benannt an der Grenze zweier Flüssigkeiten unterschiedlicher Viskosität (mit typischer Fingerbildung). Der Effekt hat Anwendungen in der Ölgewinnung. Mit Max Delbrück veröffentlichte er eine Theorie der Diffusion von Proteinen in Membranen.
Aufgrund seiner Expertise für Wirbel in Flüssigkeiten und Gasen wurde er zur Begutachtung verschiedener Flugzeugunglücke hinzugezogen, zum Beispiel beim Delta-Air-Lines-Flug 191 (1985) in Dallas. Er berechnete, wie lange es dauert, bis die Wirbelschleppen bei Start und Landung von Passagierflugzeugen sich auflösen mit Anwendung auf sichere Abstände bei Start und Landung.
1970/71 war er Gastprofessor am Massachusetts Institute of Technology (MIT).
1994 erhielt er den Otto-Laporte-Preis. Er war Fellow der American Academy of Arts and Sciences (1978) und der Royal Society (1988).
Er war seit 1954 mit Ruth Arion verheiratet und hatte drei Kinder.

## Schriften
- Vortex Dynamics, Cambridge University Press 1995